# 波扎-迪法萨
波扎-迪法萨（義大利語：Pozza di Fassa），是意大利特伦托自治省的一个市镇。总面积73平方公里，人口2060人，人口密度28.2人/平方公里（2009年）。ISTAT代码为022145。